# Rickard Andersson (idrottsledare)
Johan Rickard Andersson, född 7 februari 1878 i Norrköpings S:t Olai församling , död 8 februari 1940 i Klara församling, Stockholm, var en svensk idrottsledare. 
Andersson, till yrket rörarbetare, verkade främst inom cykelsporten samt tillhörde 1912–1914 Riksidrottsförbundets överstyrelse. Han var ledamot av Riksidrottsförbundets stadgeutskott 1911–1913. Han var ordförande i Godtemplarnas IF samt medlem och ledare i SK Iter. Han var styrelseledamot i Svenska Velocipedförbundet 1912–1920, 1922–1923 och 1929–1932, därav ordförande 1921.